# Velikaïa
La rivière Velikaïa (en russe : Великая) est un cours d'eau de l'oblast de Pskov, en Russie. C'est un important tributaire du lac Peïpous, donc un affluent de 
la Narva.

## Géographie

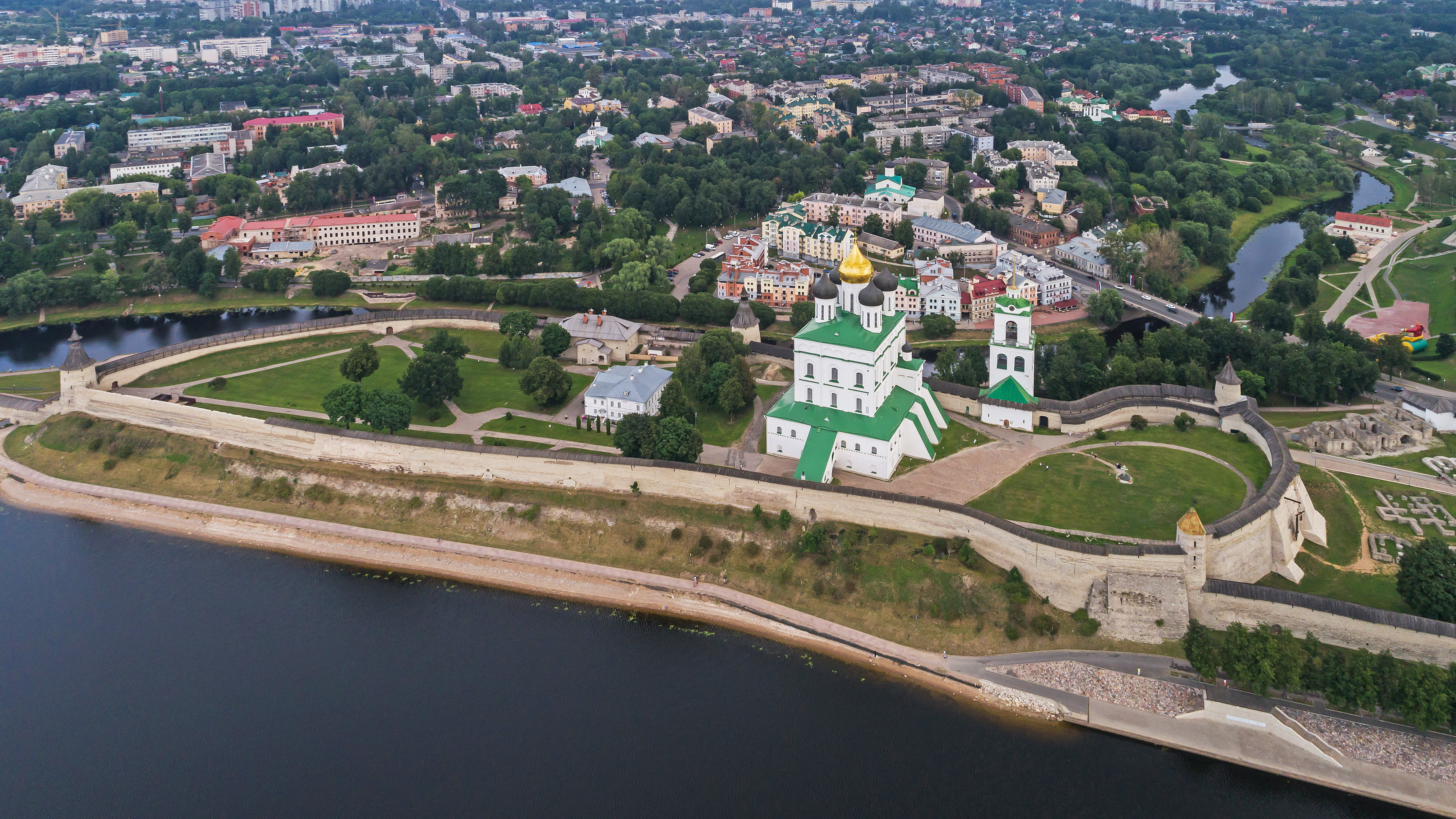
Le kremlin de la ville de Pskov, avec la cathédrale - vue depuis la Velikaïa.

Longue de 430 km, la Velikaïa prend naissance dans les hauteurs du sud de l'oblast de Pskov, se dirige vers le nord en arrosant les villes d'Opotchka, Ostrov et Pskov, avant de se jeter dans le lac Peïpous, dont les eaux se  déversent dans la Narva. La Velikaïa draine un bassin de 25 200 km2.
La Velikaïa est navigable sur 45 kilomètres.

## Affluents
- l'Issa (rive gauche)
- le Sorot (rive droite)
- la Zilupe (rive gauche), venue de Biélorussie et de Lettonie (en letton : Zilupe, en latgalien : Sīnuoja, Sīnupe)
- la Pskova (rive droite)

## Hydrométrie - Les débits à Piatonovo
Le débit de la Velikaïa a été observé sur une période de 51 ans (durant les années 1930-1985), à Piatonovo, localité située près de la ville d'Ostrov, à une centaine de kilomètres en amont de son embouchure dans le lac Peïpous . 
La Velikaïa est une rivière assez abondante. Le module de la rivière à Piatonovo est de 126 m3/s pour une surface prise en compte de 20 000 km2, ce qui correspond à plus ou moins 80 % du bassin versant de la rivière qui en compte 25 200. La lame d'eau écoulée dans ce bassin se monte ainsi à 199 millimètres annuellement. 
La Velikaïa présente les fluctuations saisonnières classiques des cours d'eau du nord de la plaine russe. De fortes crues se déroulent au printemps, de la mi-mars à la mi-mai (avec un maximum en avril) et résultent de la fonte des neiges. Dès le mois de mai, le débit diminue rapidement ce qui mène aux basses eaux d'été (minimum en juillet). Une deuxième période de crue, moins importante que la première se déroule en automne (maximum en octobre et surtout novembre) sous l'effet des précipitations de la saison, ainsi que de la moindre évaporation à cette époque de l'année. Puis survient l'hiver russe, ses neiges et ses gelées ; la rivière présente alors un second étiage, celui d'hiver, période allant de fin décembre à début mars. 
Le débit moyen mensuel observé en juillet (minimum annuel d'étiage) atteint 51,2 m3/s, ce qui reste très confortable, avec plus de 10 % du débit moyen du mois d'avril (475 m3/s). L'amplitude des variations saisonnières peut être qualifiée de moyenne dans le contexte des cours d'eau de Russie. Sur la période d'observation de 51 ans, le débit mensuel minimal a été de 8,66 m3/s en septembre 1939, tandis que le débit mensuel maximal s'est élevé à 880 m3/s en mai 1955. Un débit mensuel inférieur à 10 m3/s est exceptionnel.